# Drummer

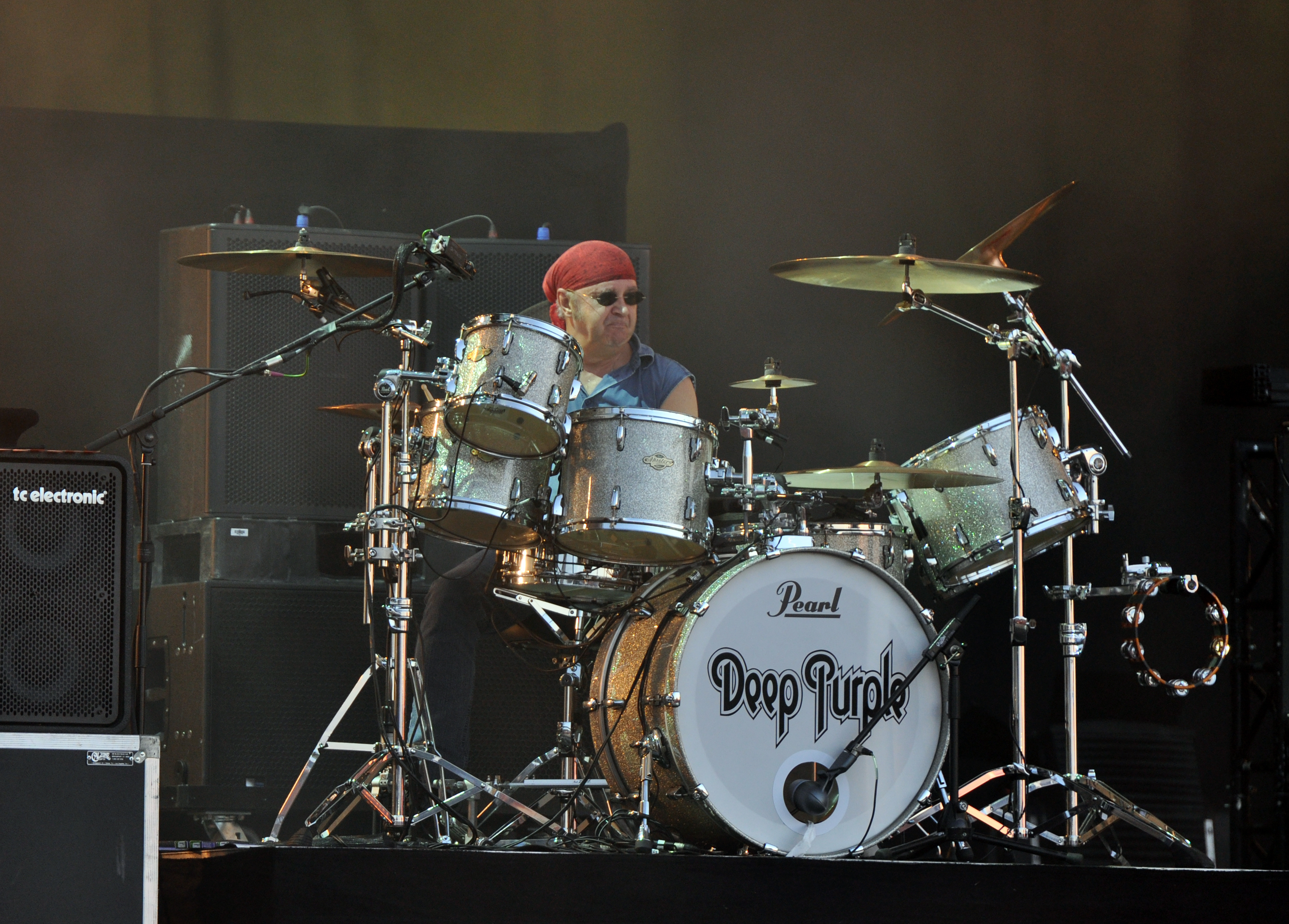
Ian Paice, drummer van de Britse rockband Deep Purple.

Een drummer is een (percussie)muzikant die muziek maakt met een drumstel. Meestal is dit in een muziekgroep maar het kan ook als solist. Een drummer is altijd onderdeel van de ritmesectie.
Drummers kunnen tijdens het drummen ook andere instrumenten bespelen. Zo zijn er veel drummers die ook achtergrondzangpartijen voor hun rekening nemen. Zelden ziet men drummers ook de leadpartij zingen of een synthesizer bespelen tijdens het drummen.